# Henderson, Texas
Henderson là một thành phố thuộc quận Rusk, tiểu bang Texas, Hoa Kỳ. Năm 2010, dân số của xã này là 13712 người.

## Dân số
- Dân số năm 2000: 11273 người.
- Dân số năm 2010: 13712 người.